# Raffaellino del Colle
Raffaellino del Colle (1490–1566) foi um pintor italiano do Renascimento tardio.
Nascido em Colle, perto de Borgo Sansepolcro, ele é frequentemente lembrado como um dos muitos seguidores do estilo de Rafael, com quem trabalhou em suas primeiras obras no Vaticano. Embora sua carreira nunca tenha atingido o estrelato de seus contemporâneos mais famosos, como Rafael ou Michelangelo, Raffaellino del Colle deixou uma marca importante na arte da Itália central, especialmente na Toscana e nas Marcas, com uma obra que reflete a transição do esplendor do Alto Renascimento para as primeiras manifestações do Maneirismo.
Raffaellino del Colle foi treinado na oficina de Rafael e, como muitos dos seus discípulos, sua obra reflete a influência direta do mestre. Ele trabalhou com Rafael em Roma, contribuindo para a execução dos afrescos das Stanze di Raffaello no Vaticano, como assistente no final do projeto, e no trabalho para o monumental projeto das Loggie Vaticane. Essa experiência na oficina de Rafael teve um impacto profundo na abordagem estética de Raffaellino, que absorveu o estilo suave e harmonioso característico do mestre, especialmente em relação à composição equilibrada e ao tratamento das figuras humanas.